# Mihály Bozsi
Mihály Bozsi (* 2. März 1911 in Budapest; † 5. Mai 1984 ebenda) war ein ungarischer Wasserballspieler.
Bozsi nahm an den Olympischen Spielen 1936 in Berlin teil, wo er in vier Gruppenspielen eingesetzt wurde und in denen er sechs Tore warf. Ungarn qualifizierte sich für die Finalrunde, in denen Bozsi in beiden Spielen mitmachte. Nach einem 5:0-Sieg gegen Frankreich, reichte ein 2:2-Unentschieden gegen Deutschland, damit er mit seinen Mannschaftskollegen György Bródy, Kálmán Hazai, Olivér Halassy, Márton Homonnay, Jenő Brandi, János Németh, István Molnár, György Kutasi, Sándor Tarics und Miklós Sárkány die Goldmedaille gewinnen konnte.